# The Five Pennies
The Five Pennies (en España: Tu mano en la mía) es una película estadounidense de 1959, de los géneros biopic y musical, dirigida por Melville Shavelson y protagonizada por Danny Kaye. 

## Sinopsis
El joven prometedor y talentoso Red Nichols llega a la Nueva York en los años de 1920 para trabajar como músico trompetista en la banda de Wil Paradise. Él se casa con una de las cantantes del grupo, Bobbie Meredith, y consigue tener su propia orquesta de estilo "Dixieland", llamada "The Five Pennies" (nombre de una de las canciones de Nichols, en la época que una moneda de níquel tenía ese valor, o sea, cinco peniques). En el auge de su popularidad, la hija de Red, Dorothy, contrae poliomielitis y el, culpándose por haberla dejado en un colegio interno mientras que viajaba con la banda, interrumpe su carrera y se muda a Los Ángeles, trabajando como operario en un astillero durante la Segunda Guerra Mundial.

## Producción
La historia es una semibiografia del trompetista de jazz Ernest Loring Nichols, 'Red Nichols'. Cuenta como empezó en el mundo de la música hasta formar su propia banda 'The Five Pennies'. El propio Red Nichols dobló las canciones interpretadas en escena por el comediante Danny Kaye. En los números musicales aparecen también Bob Crosby y Louis Armstrong. El baterista en la escena con Louis Armstrong es Vel Tino, Sr.

## Reparto
- Danny Kaye...Loring "Red" Nichols
- Barbara Bel Geddes...Bobbie Meredith, esposa de "Red" Nichols
- Louis Armstrong...él mismo
- Harry Guardino...Tony Valani
- Bob Crosby...Will Paradise
- Bobby Troup...Arthur Schutt
- Susan Gordon...Dorothy Nichols, de los 6 a los 8 años de edad
- Tuesday Weld...Dorothy Nichols, de los 12 a los 14 años de edad
- Shelly Manne...Dave Tough

## Premios y nominaciones
- Nominada al Oscar por "Mejor banda sonora" (Leith Stevens), "Mejor Canción Original" (Sylvia Fine, esposa de Danny Kaye), "Mejor Fotografía" (Daniel L. Fapp) y "Mejor vestuario" (Edith Head).